# Armes de destruction massive en Syrie
La Syrie a recherché, produit et utilisé des armes de destruction massive depuis 1979, notamment via le Centre d'études et de recherches scientifiques (CERS) chargé de développer des armes chimiques et bactériologiques. La Syrie est signataire du Traité sur la non-prolifération des armes nucléaires (TNP).
Le 23 juillet 2012, la Syrie admet posséder un stock d'armes chimiques dont elle revendique l'utilisation potentielle uniquement en cas d'attaque de pays étrangers. Durant la guerre civile syrienne, les forces armées reconduisent des essais d'armes chimiques dans une base près d'Alep, et perpétuent de nombreuses attaques chimiques sur des zones aux mains de l'opposition, les plus meurtrières étant des attaques au sarin dont massacre de la Ghouta en 2013 et l'attaque chimique de Khan Cheikoun en 2017, et de nombreuses attaques au chlore, dont la plus meurtrière est l'attaque chimique de Douma en 2018,,.
Les armes chimiques ont toujours été un point de discussion entre le gouvernement syrien et la communauté internationale, et le régime de Bachar el-Assad affirme qu'une éventuelle intervention militaire conduirait à l'utilisation de telles armes par l'armée syrienne. Cependant, des scientifiques syriens en exil affirment que, dès 2009, le raïs préparait une possible utilisation d'agents chimiques contre la population en cas de troubles internes. Pendant la révolution puis la guerre civile syrienne, le régime syrien est accusé de plus de 300 attaques chimiques, essentiellement au chlore et au sarin, sur des zones tenues par des groupes d'opposition, tuant plusieurs centaines de civils.

## Complexes de fabrication d'armes chimiques
Selon L'Espresso, le premier pays à fournir des armes chimiques à la Syrie a été l'Égypte, pour du gaz moutarde à partir de 1973. Au début des années 1980, des entreprises pharmaceutiques françaises auraient exporté en Syrie des produits à double usage contenant du sarin,. Selon un rapport de l'ONG Globalsecurity, la plus grande part de l'arsenal chimique et biologique syrien a été fourni par « de grandes sociétés de courtage en produits chimiques installées aux Pays-Bas, en Suisse, en France, en Autriche et en Allemagne »,,.
La Syrie disposerait de cinq sites de fabrication d'armes chimiques en 2013, rattachés au Centre d'études et de recherches scientifiques (CERS)  :
- As-Safirah (base de missiles Scud)
- Hama (base de missiles Scud)
- Homs
- Lattaquié
- près de Palmyre

En septembre 2013, sous la pression internationale, après les attaques chimiques au sarin perpétrées sur la Ghouta le 21 août qui ont tué plusieurs centaines de civils, la Syrie adhère à la Convention sur l'interdiction des armes chimiques.
Début janvier 2014, l'arsenal chimique déclaré par le camp gouvernemental est mis sous séquestre et les équipements de production détruits sous la supervision de l'OIAC.
Le 17 juin 2014, à deux semaines du délai fixé (30 juin), l'OIAC fait le bilan du programme de neutralisation de l'arsenal chimique du camp gouvernemental, mené en coordination avec l'ONU. L'organisation estime que 8 % des armes chimiques officiellement déclarées restent à déplacer pour entamer leur processus de destruction. Les agents toxiques ont été conditionnés et rassemblés sur un même site mais ne peuvent être évacués pour des raisons de sécurité, selon les autorités syriennes. Le gouvernement syrien accepte la méthode proposée pour le démantèlement de 12 sites de surface utilisés pour la production. Les échanges se poursuivent concernant la destruction des sites souterrains[source insuffisante].
En aout 2014, l'arsenal chimique syrien déclaré (plus de 1300 tonnes de produits) est officiellement détruit, mais des doutes subsistent quant à la véracité des déclarations du régime syrien au sujet de l’ampleur de ses stocks d’armes chimiques,. L'ONU affirme que des lacunes, incohérences et erreurs ont été pointées dans les déclarations de l'arsenal syrien, et qu'en l'absence de réponse du gouvernement syrien, le secrétariat technique de l'OIAC et l'ONU estiment que « la déclaration soumise par la Syrie ne peut toujours pas être considérée comme exacte et complète »,.
Le 4 avril 2017, une attaque aérienne au sarin sur la ville de Khan Cheikhoun tue entre 100 et 200 civils,.
Le 8 avril 2018, une attaque chimique eu chlore attribuée au régime syrien tue plus d'une quarantaine de personnes dont des femmes et des enfants dans la ville de Douma,.

## Armes biologiques
La Syrie aurait notamment réalisé des recherches sur l'anthrax, sur la peste, la tularémie, la toxine botulique, la variole, l'aflatoxine, le choléra et la ricine. Les Russes auraient notamment apporté une aide à la Syrie sur l'installation d'anthrax dans des ogives.

## Programme nucléaire
La Syrie est membre du traité sur la non-prolifération des armes nucléaires (TNP) mais maintient un programme nucléaire civil, qui serait en réalité utilisé à des fins militaires.
Le 6 septembre 2007, lors d'Opération Orchard, Israël bombarde un site en Syrie où seraient implanté un réacteur à eau lourde devant servir à la production de plutonium militaire , tuant 10 ingénieurs nord-coréens ,. Peu de temps après en 2008, 3 autres sites nucléaires suspects ont été découverts en Syrie, mais la Syrie a refusé aux inspecteurs de l'AIEA la visite des 3 sites , l'un de ses 3 sites nucléaires qui est situé à Iskandariyah est très probablement un réacteur nucléaire. La Syrie a tenté d’acheter de petits réacteurs nucléaires de recherche à la Chine, à la Russie, à l’Argentine ou à d’autres pays. Bien que ces tentatives d’achat aient été ouvertement divulguées et surveillées par l’AIEA, la pression internationale (surtout celle des États-Unis) a conduit à l’annulation de tous ces achats[source insuffisante]. La Syrie avait conclu en 1990 un accord avec l'Argentine de 100 millions de dollars pour l'achat d'un réacteur nucléaire de 10 MW, mais l'achat a été annulé à cause des pressions des États-Unis et Israël, Il y a eu un accord similaire avec l'Inde pour un réacteur nucléaire de 5 MW mais cet accord a aussi été annulé sous la pression des États-Unis, Il y eut aussi un accord avec la Russie pour un réacteur nucléaire de 25 MW en 1998, mais il a été annulé sous pression des États-Unis. Il y a eu aussi un accord russo-syrien pour la construction d'un réacteur nucléaire de 25 MW publié sur le site du ministère des affaires étrangères russe en Janvier 2003, le ministère des affaires étrangères russe a nié qu'il y ait eu de telle discussion[source insuffisante].

### Sources
- (en) Cet article est partiellement ou en totalité issu de l’article de Wikipédia en anglais intitulé « Syria and weapons of mass destruction » (voir la liste des auteurs).